# Gran Timor

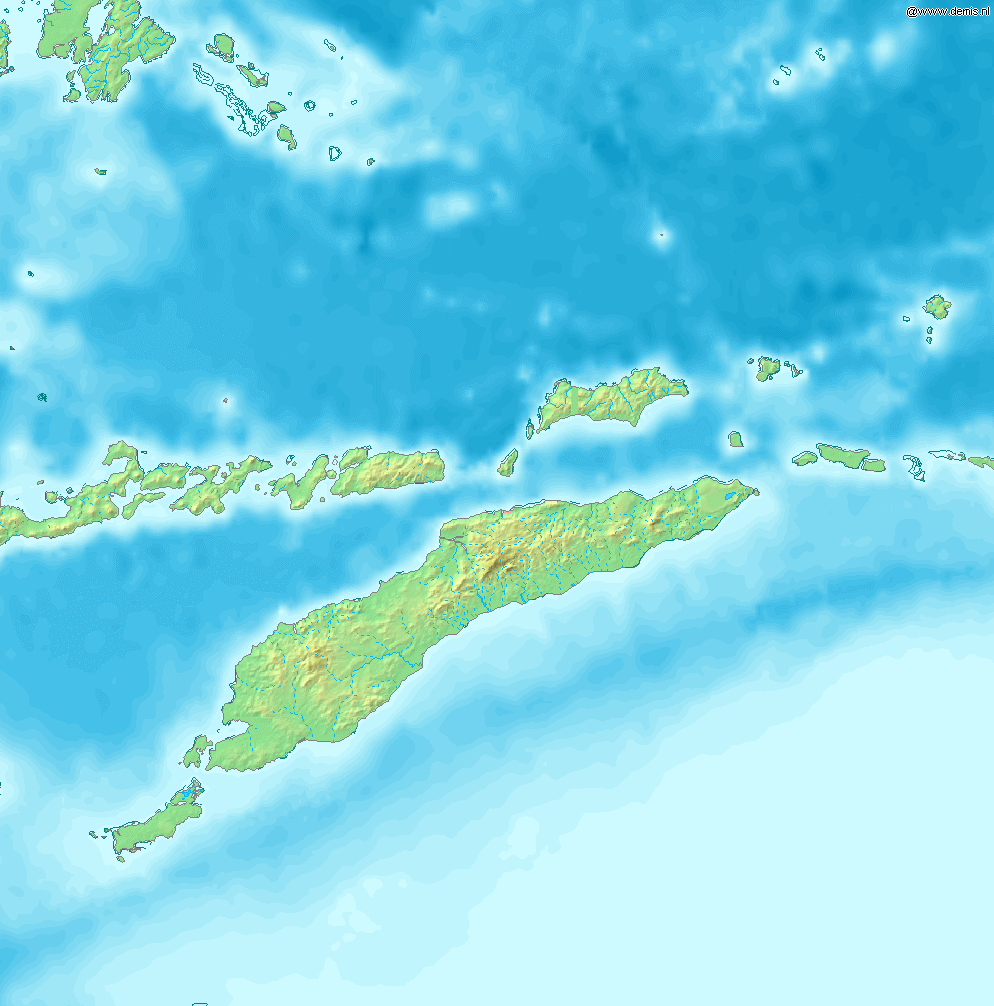
La isla de Timor o Gran Timor.

El término Gran Timor (en indonesio: Timor Raya) es un concepto que evoca la unidad e independencia de la isla de Timor, formado por el portugués Timor Oriental y el neerlandés (ahora indonesio) Timor Occidental.
Timor del Este fue invadido y ocupado por Indonesia en 1975, la cual se anexionó el territorio como su "27ª provincia" en 1976, pero en un referéndum de 1999, la gente de Timor Oriental votó por el final de la ocupación indonesia y se convirtió en un estado independiente. Esto causó el enfado de muchos nacionalistas indonesios, especialmente en el ejército.
Durante 2001 y 2002, antes de la independencia de Timor Oriental, hubo temor en el ejército indonesio, y algunos medios de comunicación pues temían que esto inspirase la secesión de Timor Occidental de Indonesia.
Sin embargo no había ninguna evidencia real, ya que la mayor parte de los habitantes de Timor Occidental son de la etnia atoni, tradicionalmente enfrentados a las tribus del este de Timor, por lo que no tenían ningún interés en unirse a sus vecinos. Es más, en ningún momento se observó que el movimiento independentista de Timor Oriental repercutiese en sus vecinos del oeste de la isla. Además el gobierno de Timor Oriental reconoció en todo momento las fronteras ya existentes con Indonesia, heredadas de las Indias Orientales Neerlandesas[cita requerida]